# ヤン・エムヴィラ
ヤン・エムヴィラ（Yann M'Vila, 1990年6月29日 - ）は、フランス・ソンム県アミアン出身のサッカー選手。オリンピアコスFC所属。ポジションはMF。コンゴ民主共和国にルーツを持つ。

## クラブ経歴
1999年にアミアンのユースチームに入団。2004年にレンヌに移籍し、2009年にトップチームに昇格した。同年8月16日のニース戦でプロデビュー。
稲本潤一らを押しのけてポジションを獲得し、デビュー1年目からリーグ戦35試合に出場した。その活躍は国際的な関心を集め、2012年夏の移籍市場ではレアル・マドリード、アーセナル、インテルへの移籍が取り沙汰され、本人も興味を示した。2013年冬にはハリー・レドナップ監督の強い意向でQPRが獲得目前まで迫ったが、移籍は実現しなかった。2013年1月、ロシア・プレミアリーグのルビン・カザンに移籍。4年契約で移籍金は1200万ユーロ（約14億5000万円）、年俸400万ユーロ（約4億8000万円）と報じられた。カザンでは在籍1シーズン半でリーグ戦24試合に出場した。2014年8月、イタリア・セリエAのインテルナツィオナーレ・ミラノへ900万ユーロでの買取オプション付きでレンタル移籍することが発表された。2018年1月、リーグ・アンのASサンテティエンヌに1年半の完全移籍で加入。2020年9月13日、オリンピアコスFCに3年契約で移籍した。

## 代表経歴
2010年8月11日、フランス代表として親善試合のノルウェー代表戦で代表デビューを果たした。2011年9月2日のアルバニア戦で代表初得点を挙げた。
ローラン・ブラン監督の下、EURO 2012予選で代表に定着する。EURO 2012本大会では足首の怪我で欠場したイングランド代表との初戦を除くすべての試合に出場した。
2012年11月、U-21代表の招集中にウィサム・ベン・イェデル、アントワーヌ・グリーズマン、クリス・マヴィンガ、エムベイェ・ニアンらと共に夜遊びをしたことで、2014年6月30日まで世代別代表を含む代表戦への出場停止処分を受けた。この処分により2014年のブラジルW杯への出場は絶望的となった。

## タイトル
クラブ
スタッド・レンヌ
- クープ・ドゥ・ガンバルデッラ 2008

オリンピアコスFC
- スーパーリーグ 2020-21